# Letícia Renna
Letícia Renna (Belo Horizonte, 8 de outubro de 1979) é uma comunicadora brasileira. Ela é jornalista, apresentadora de televisão, podcaster e mestre de cerimônias. Atualmente, apresenta e faz reportagens para o programa MinasCap, exibido nas TVs Band, Record, Alterosa e RedeTV!, com inserções comerciais na TV Globo Minas. Tem ainda atuação recorrente como apresentadora de eventos corporativos e culturais. 

## Biografia
Formada em jornalismo pela PUC Minas. Letícia iniciou a carreira na televisão ainda na faculdade, tendo ingressado depois na TV Globo Minas como estagiária, ao final do curso. Em 2001, foi para a TV Integração Uberlândia, onde apresentou o bloco local do MGTV 1.ª edição e também foi repórter e editora. Em 2004, retorna para Globo Minas, a convite da direção, para assumir como âncora do Globo Esporte Minas, tendo sido a primeira mulher a assumir tal função na área de esportes da emissora no estado. 
Apresentou a edição mineira do Globo Esporte até 2011. Na sequência, foi contratada pela Band Minas, que planejava uma edição estadual do Jogo Aberto, mas optou por criar uma nova atração: o esportivo Golasô. O programa era exibido ao vivo, de segunda a sexta, durante 1 hora, com plateia, banda de música, assistentes de palco, comentaristas e convidados. 
Em 2022, Letícia Renna criou, junto a Fabrícia Dolabela e Letânia Chaves, o videocast “Sem Razão”, gravado em estúdio em Belo Horizonte e disponível nas principais plataformas de streaming. Atualmente, a jornalista apresenta o MinasCap e atua como mestre de cerimônias,  locutora e apresentadora de vídeos institucionais.